# Exastilithoxus fimbriatus
Exastilithoxus fimbriatus är en fiskart som först beskrevs av Steindachner, 1915.  Exastilithoxus fimbriatus ingår i släktet Exastilithoxus och familjen Loricariidae. Inga underarter finns listade i Catalogue of Life.